# Ndogmbang
Ndogmbang encore orthographié Ndokmbang ou Ndokmbong est un village du département du Nkam au Cameroun. Situé dans l'arrondissement de Yabassi, il est localisé sur la route qui relie Yabassi à Loum, à 8 km de Yabassi. 

## Population et environnement
En 1967, le village de Ndogmbang avait 48 habitants, essentiellement des Bassa. La population de Ndogmbang était de 11 habitants dont 6 hommes et 5 femmes, lors du recensement de 2005. 